# تاکاو اویشی
تاکاو اویشی (انگلیسی: Takao Oishi؛ زادهٔ ۲۵ مهٔ ۱۹۶۴) بازیکن فوتبال اهل ژاپن است.
از باشگاه‌هایی که در آن بازی کرده‌است می‌توان به باشگاه فوتبال جوبیلو ایواتا اشاره کرد.